# Elica Todorova
Elica Todorova (in bulgaro Елица Тодорова?; Varna, 2 settembre 1977) è una percussionista e cantante bulgara.
Ha rappresentato la Bulgaria all'Eurovision Song Contest, in coppia con Stojan Jankulov, sia nel 2007, con Water, classificandosi al 5º posto, che nel 2013 con Samo šampioni, classificandosi al 12º posto nella seconda semifinale.

## Biografia
Nata a Varna, ha fin da subito mostrato una certa propensione per la musica iniziando a suonare il piano ed esibendosi con vari cori, band e musicisti amatoriali. Conclusi gli studi presso la scuola nazionale delle arti folkloristiche di Kotel specializzandosi in canto folk, presso la scuola di musica di Varna con particolare attenzione alle percussioni e presso l'accademia statale di musica a Sofia, ha iniziato nel 2003 a collaborare con il percussionista Stojan Jankulov.
Nel 2007 il duo prende parte alla selezione nazionale organizzata dall'emittente bulgara BNT con Voda, che trionfando alla selezione rappresenterà la Bulgaria all'Eurovision Song Contest 2007 di Helsinki, concedendo alla nazione la sua prima qualifica e il suo miglior risultato dal debutto.

## Vita privata
È madre di 4 figli: Sasha, Teodor, Stoyan e Nadya.

## Discografia

### Singoli
- 2007 - Water (con Stojan Jankulov)
- 2013 - Samo šampioni (con Stojan Jankulov)